# Област Машике
Област Машике (јап. 増毛郡) Mashike-gun се налази у субпрефектури Румој, Хокаидо, Јапан. 
2004. године, у области Машике живело је 5.736 становника и густину насељености од 15,52 становника по км². Укупна површина је 369,64 км².

## Вароши и села
- Машике

У јулу 2004. године, град Румој, варош Обира из области Област Румој, и варош Машике је требало да формирају Јужни Румој. Три општине формирају одбор у циљу спајања, а у том спајању требало је да нестану области Румој и Машике. Међутим, то до данас још није реализовано.